# Cum laude
Cum laude (Latijn: cum = met, laus = lof, 'met lof') is een aanduiding die wordt gebruikt als mensen met hoge cijfers slagen voor hun universitair examen of doctoraalexamen. Eveneens wordt de kwalificatie gebruikt voor mensen die op excellent niveau promoveren. Daarboven worden soms nog de kwalificaties magna cum laude ('met groot lof') en summa cum laude of maxima cum laude ('met de hoogste lof') gehanteerd. In België wordt deze onderscheiding zowel aan universiteiten als hogescholen gehanteerd, in Nederland komt het begrip voor bij universiteiten en ook sommige hogescholen. Vanaf het schooljaar 2015–2016 wordt de aanduiding cum laude ook uitgereikt op het voortgezet onderwijs in Nederland.

## Nederland

### Voortgezet onderwijs

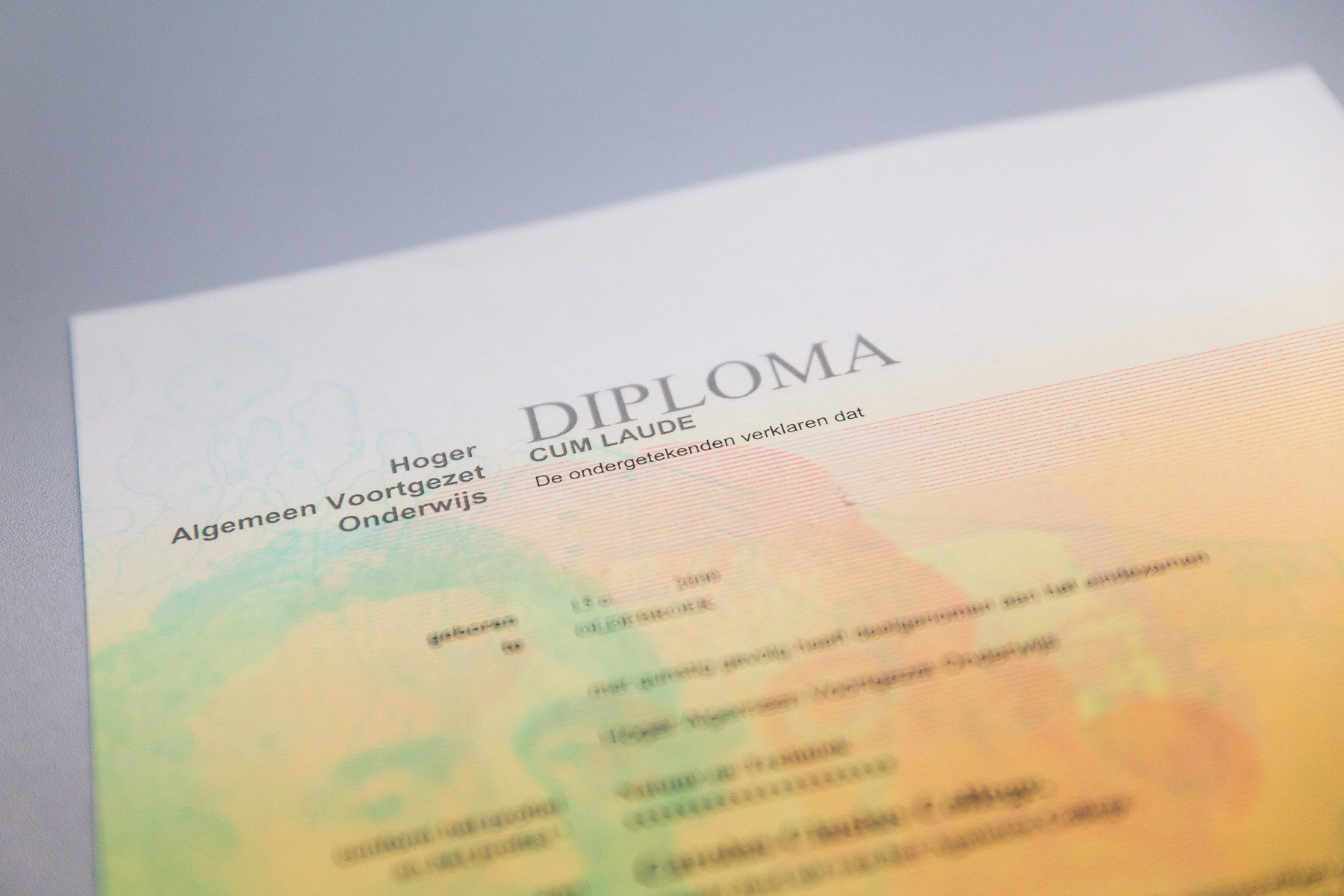
Vermelding van cum laude op een diploma van het hoger algemeen voortgezet onderwijs.

Toenmalig staatssecretaris Sander Dekker van Onderwijs, Cultuur en Wetenschap heeft ervoor gezorgd dat vanaf schooljaar 2015–2016 ook op schoolrapporten de term cum laude kan worden vermeld. Grondslag daarvoor is een gemiddelde van een 8,00 of hoger, uit de afgeronde cijfers. Met een gemiddelde van 7,99 slaagt de kandidaat dus niet cum laude. Dit gemiddelde is inclusief het combinatiecijfer. Ook mag een leerling in geen geval een gemiddeld eindcijfer lager dan een 7 (vwo) of een 6 (havo en vmbo) hebben. De rekentoets telde bij invoering in 2016 mee bij het gemiddelde, maar dit is gewijzigd in 2018. De rekentoets telt sindsdien niet meer mee.

### Universitaire studies
De precieze eisen voor het predicaat cum laude verschillen per instituut of opleiding. De enkelvoudige toevoeging 'cum laude' in Nederland is vergelijkbaar met 'cum laude' in Vlaanderen. In sommige gevallen kan voor het behalen van een specifiek vak een cum laude certificaat worden toegekend.

### Wetenschappelijke promoties
Verlening van de kwalificatie cum laude voor een wetenschappelijke promotie gebeurt meestal als volgt:
- op voorstel van de promotor of een lid van de promotiecommissie wordt aan de decaan gemeld dat de procedure tot (summa) cum laude wordt gestart.
- promotor(en) en leden van de promotiecommissie moeten hun instemming geven; zij sturen de decaan schriftelijk bericht over hun individuele instemming.
- de promotor doet schriftelijk een voorstel aan de decaan die vervolgens beslist of de procedure wordt voortgezet.
- de decaan vraagt ten minste twee externe deskundigen om advies en beiden moeten positief zijn over het voorstel.
- na de verdediging moet de oppositiecommissie, bij voorkeur unaniem, maar in elk geval met gewone meerderheid, met het voorstel instemmen.

Cum laude wordt af en toe nog weleens verleend bij medische promoties (vooral bij artsen) en in de alfa- en gammawetenschappen, maar bij promoties op natuurwetenschappelijk gebied of in de technische wetenschappen is deze kwalificatie tegenwoordig hoogst zeldzaam (bijvoorbeeld  aan de Radboud Universiteit rond 3% van bèta-promoties). Victor Jacob Koningsberger promoveerde in 1922 in Utrecht met de zeer zeldzame kwalificatie cum laude sine judicio ('met lof zonder enig voorbehoud').

## België
De Latijnse term 'cum laude' wordt alleen nog aan sommige universiteiten gehanteerd. Meestal wordt het 'met onderscheiding' genoemd, zeker aan de hogescholen. In België kent men alle drie de niveaus van kwalificaties, plus in sommige universiteiten nog een hogere kwalificatie, namelijk 'summa cum laude met felicitaties van de examencommissie'. In Vlaanderen wordt deze laatste graad enkel door de KU Leuven uitgereikt.
Alhoewel de eisen meestal verschillen per universiteit zijn zij meestal:
- cum fructu: met voldoening op voorwaarde dat de student(e) tussen 50% en 68% behaalt
- cum laude: met onderscheiding op voorwaarde dat de student(e) 68% behaalt
- magna cum laude: met grote onderscheiding op voorwaarde dat de student(e) 75% behaalt
- summa cum laude: met de grootste onderscheiding op voorwaarde dat de student(e) 83% behaalt
- summa cum laude met felicitaties van de examencommissie (soms: maxima cum laude): met de grootste onderscheiding en felicitaties van de examencommissie op voorwaarde dat de student(e) 90% behaalt.

Aan verschillende universiteiten en hogescholen worden nog steeds de waarden gebruikt van vóór de doorvoering van het Bologna-decreet:
- met voldoende wijze: op voorwaarde dat de student(e) geslaagd is en minder dan 68% behaalt
- met onderscheiding: op voorwaarde dat de student(e) 68% of meer behaalt
- met grote onderscheiding: op voorwaarde dat de student(e) 77% of meer behaalt
- met de grootste onderscheiding: op voorwaarde dat de student(e) 85% of meer behaalt
- met de grootste onderscheiding en felicitaties van de jury: op voorwaarde dat de student(e) 90% behaalt.

## VS
In de Verenigde Staten kent men eveneens deze drie niveaus van kwalificaties, maar worden deze aangeduid met de volgende Engelse termen: 'with honor' (cum laude), 'with great honor' (magna cum laude) en 'with highest honor' (summa cum laude). Daarnaast kent men in de VS nog twee onderscheidingen: 'Dean's List' en 'President's List'. De termen 'cum laude', 'magna cum laude" en 'summa cum laude' worden overigens in de VS wel gebruikt. De hoogst mogelijke beoordeling in de VS is 'President's List'. Deze term wordt gebruikt voor studenten die afstuderen met een GPA (Grade Point Average) van 4,00 (de Amerikaanse versie van de Nederlandse "10", het hoogst haalbare, al duiden statistieken erop dat een A of 4,00 gelijkstaat aan een 8,0 tot 8,5) en met minimaal 12 of 14 (afhankelijk van de universiteit) 'semester hours' in zijn programma. De predicaten worden overigens bijna uitsluitend op bachelorniveau vergeven.

## Duitsland
Wat in Nederland 'cum laude' genoemd wordt, staat min of meer gelijk aan wat de Duitsers 'summa cum laude' noemen, grofweg te vergelijken met een rapportcijfer negen, volgens het Nederlandse systeem. Veel algemener is daar de kwalificatie 'cum laude' zonder méér: dat is eerder een zeven. Anders wordt daar de kwalificatie 'rite' gegeven (een zes). 'Magna cum laude' is te vergelijken met een acht. Men moet niet vreemd opkijken als de kwalificatie 'cum laude' in Duitsland maar weinig indruk maakt. Voor sommige functies wordt daar zelfs een 'cum laude' vereist, een eis die naar Nederlandse maatstaven zeer uitzonderlijk is.